# “Weird Al” Yankovic
Alfred Matthew “Weird Al”  Yankovic (1959. október 23. –) ötszörös Grammy-díjas és Primetime Emmy-díjas amerikai zenész, leginkább paródiáiról ismert. Dalszövegei nagyrészt népszerű – kultúrát parodizáló – elemeket tartalmaznak, köztük a televízió, filmek, étel, zene, honlapok és hírek. Bár népszerűségét a paródiák hozták meg számára, albumain saját, humoros szerzeményei vannak többségben.
Neve egyik kevésbé használt magyar változata a Különc Al Yankovic, amely a Csupasz pisztoly 33 1/3 c. vígjáték szinkronjában bukkant fel.
Yankovic apai ágról horvát származású (horvát neve: Alfred Janković [ejtsd: Jankovics]), édesapja a második világháborút követően települt előbb Kanadába, majd onnan Kaliforniába. Édesanyja olasz származású.

## Diszkográfia
- “Weird Al” Yankovic (1983. április 26.)
- “Weird Al” Yankovic In 3-D (1984. február 28.)
- Dare To Be Stupid (1985. június 18.)
- Polka Party! (1986. október 21.)
- Even Worse (1988. április 12.)
- UHF – Original Motion Picture Soundtrack and Other Stuff (1989. július 18.)
- Off The Deep End (1992. április 14.)
- Alapalooza (1993. október 5.)
- Bad Hair Day (1996. március 12.)
- Running With Scissors (1999. június 29.)
- Poodle Hat (2003. május 20.)
- “Weird Al” Yankovic’s Greatest Hits (1988. október 18.)
- The Food Album (1993. június 22.)
- Permanent Record: Al in the Box (1994. szeptember 27.)
- Greatest Hits Volume II (1994. október 25.)
- The TV Album (1995. november 7.)
- Straight Outta Lynwood (2006)
- Alpocalypse (2011)
- Mandatory Fun (2014)

### Speciális projektek
- Peter And The Wolf / Carnival of the Animals, Part II -1988. október 4.
- Babalu Music! – 1991. október 22.
- Pokémon a film 2000 (soundtrack) – 2000. július 18. („Polkamon”)
- Dog Train – 2005 – Egy gyerekkönyv és CD Sandra Boyntontól (Yankovic az I Need a Nap dalt duettben énekli Kate Winslettel)